# مبنى وايلدر
مبنى وايلدر (بالإنجليزية: Wilder Building) هو مبنى تاريخي يقع في وسط مدينة روتشستر بولاية نيويورك، الولايات المتحدة. بُني عام 1887 ويُعد من أوائل ناطحات السحاب التي شُيّدت باستخدام هيكل من الحديد في الولايات المتحدة، ويُعتبر أقدم ناطحة سحاب باقية في المدينة.

## التاريخ
صُمم المبنى من قبل شركة المعماريين وارن و ويتمور (Warner & Whetmore)، وتم بناؤه لصالح رجل الأعمال صموئيل وايلدر. اكتمل بناؤه في عام 1887، وبلغ ارتفاعه نحو 41.5 مترًا، وضم 11 طابقًا، مما جعله أحد أطول المباني في البلاد في ذلك الوقت.

## المعمار
تم تصميم مبنى وايلدر على طراز ريتشاردسون الرومانيسكي، الذي يتميز بالأقواس الدائرية، والحجارة الثقيلة، والنوافذ المقوسة. ويُعد من الأمثلة المبكرة على استخدام الهيكل المعدني في بناء المباني العالية، ما يُعتبر تمهيدًا لتطور ناطحات السحاب لاحقًا.
يحتوي المبنى على واجهات من الطوب الأحمر والحجر البني، مع تفاصيل زخرفية مميزة، كما كان يضم في الأصل أحد أقدم المصاعد التي تعمل بالبخار في المنطقة.

## الأهمية
يمثل مبنى وايلدر نقطة تحول في تاريخ العمارة الأمريكية، حيث يُجسد الانتقال من البناء التقليدي بالحجر إلى البنية الفولاذية التي سمحت بتشييد المباني العالية. كما يعكس المبنى النمو الاقتصادي والصناعي لمدينة روتشستر في أواخر القرن التاسع عشر.

## الاعتراف والتسجيل
أُدرج مبنى وايلدر ضمن السجل الوطني للأماكن التاريخية في الولايات المتحدة بتاريخ 12 أكتوبر 1985، نظرًا لأهميته المعمارية والتاريخية، وهو لا يزال مستخدمًا كمبنى مكاتب حتى اليوم.

## الموقع
يقع المبنى في 1 شارع إيست مين في قلب وسط مدينة روتشستر، ويُعد معلمًا بارزًا على مقربة من منطقة الأعمال المركزية.